# Murbach
Murbach település Franciaországban, Haut-Rhin megyében. Lakosainak száma 165 fő (2022. január 1.). Murbach Buhl, Lautenbachzell, Soultz-Haut-Rhin és Rimbach-près-Guebwiller községekkel határos.

## Fekvése
Freiburg im Breisgautól nyugatra fekvő település.

## Története

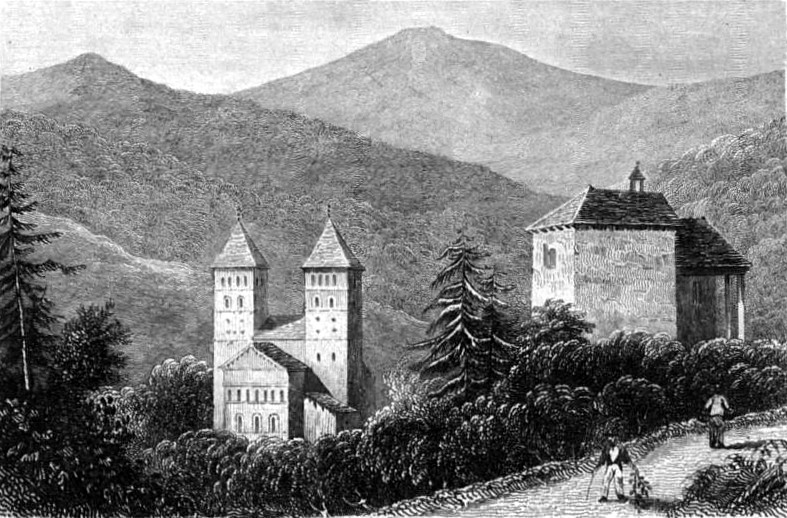
A murbachi apátság és kolostor egy régi rajzon

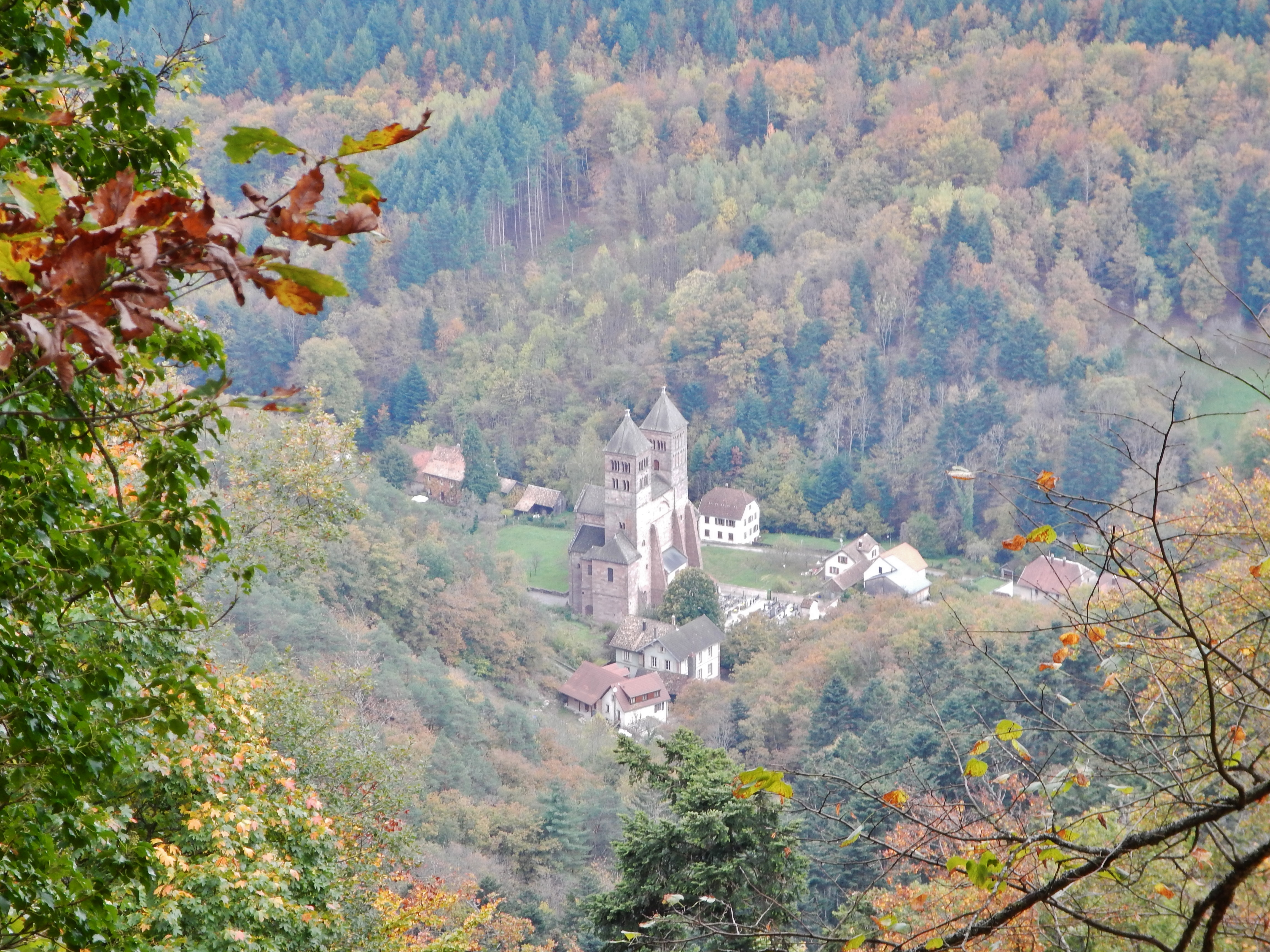
Murbach panorámája

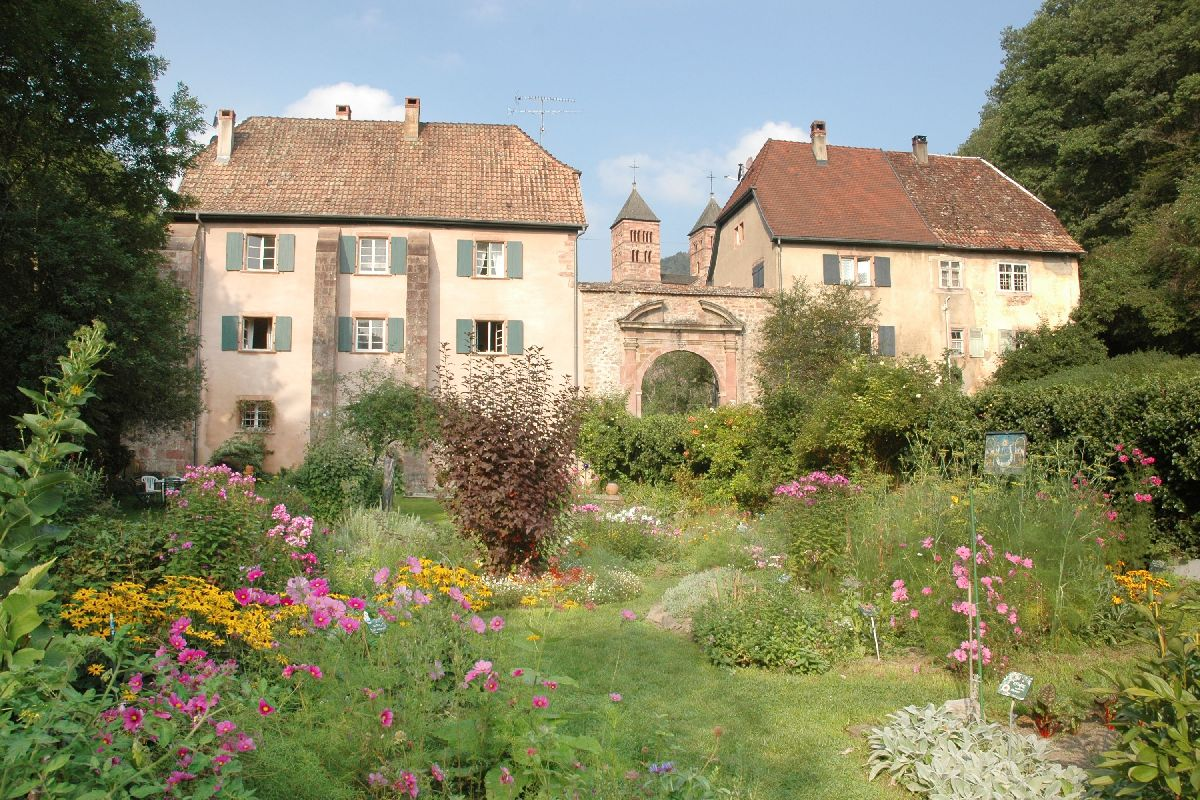
A Kolostorkert a kolostor épületével és a templommal

Murbach nevét 727-ben említették először az oklevelekben. Apátságát a 8. században alapították, s legvirágzóbb éveiben 3 várost és 30 falut birtokolt, érsekapátjai pedig birodalmi főurak voltak. Az itt lévő káptalant 1759-ben Gebweilerbe tették át, az apátságot 1764-ben alapítványi kollégiummá alakították, mely 1790-ig állt fenn. Az apátság épületét 1789-ben parasztok és munkások rombolták le, romjai Elzász román építészetének legszebbb emlékei. 1890-ben a felsőelzászi kerület Gebweiler kantonjához tartozott, 315 lakossal.
Murbachot és alapítóját, Gróf Eberhardtot az Apátság megalapítása után Pipin és Nagy Károly is meglátogatta, Nagy Károly egyben az apátságot megerősítette birtokaiban is és még további birtokadományokkal látta el.
A 11. század elejére, a Murbach folyó völgye valóságos édenkertté vált. Alcuin, a Nagy Károly udvarában élő angol tudós, papköltő is ellátogatott Murbachba 780-ban, s lenyűgözte az itteni szerzetesek tudása és jámborsága. Murbachban már akkoriban lenyűgöző, nagy értékű kéziratgyüjtemény volt található. A Murbachi  apátság sok szentje és püspöke közül megemlíthetjük Szt. Simpertet aki Murbach apátjainak adta vagyonát a Saint-Amarin völgyben a Murbachi apátság felépüléséhez.
Az apátság ez időben fontos politikai szerepet töltött be, Nagy Károly 792-793 között maga is viselte a "Murbach apátja" (latinul: Pastor Murbacencis; világi értelemben vett) címet.

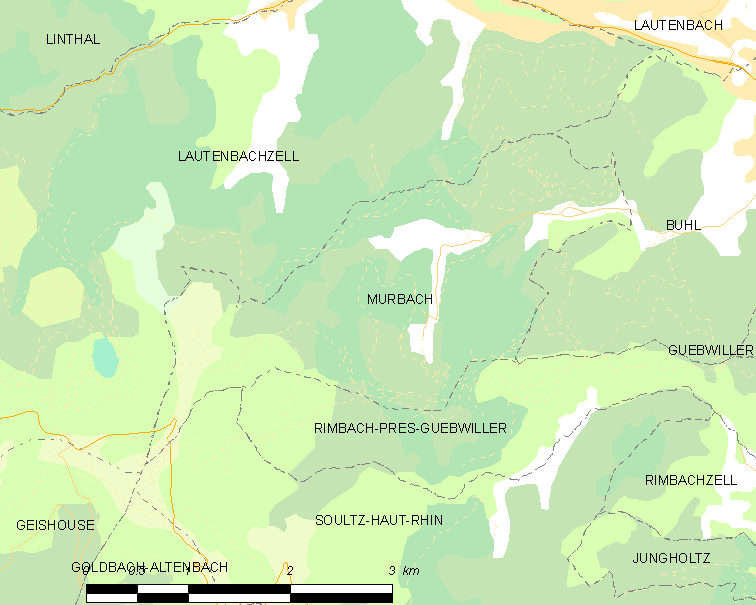

850-re Murbach lett a Felső-Rajna vidék egyik szellemi központja; Könyvtára a leírások szerint körülbelül 340 kötet: teológia, nyelvtan és a történelem témájú könyvet tartalmazott. Ugyanakkor az apátság világi javai is növekedtek, köszönhetően a nagyszámú ajándéknak. Murbach tulajdonú ingatlanok és jogok mintegy 350 településen voltak. Többségük az elzászi püspökségben Bázelben és Strasbourgban.
Ez az első jóléti időszak azonban 936-ban Elzászban a magyarok inváziójával ért véget, akik itteni kalandozásuk alkalmával felgyújtották az apátságot, és megölték hét szerzetesét is. Az apátság a 13. századra kiheverte a pusztításokat, és képes volt ismét fontos szerepet játszani az elzászi és a Rajnai régióban. Folytatta terjeszkedését is: Németországban, Svájcban föld, bányák kezelése, várak, fürdővárosai, pénzverési jog stb. által.
A 16. század vége körül azonban a kolostor dicsősége fokozatosan csökkent, 1648-ban elveszítette pénzverési jogát is.
Az egykori dicsőséges apátságnak a francia forradalom hozta meg a kegyelemdöfést, majd 1839-ben meghalt az utolsó főapát is.
Napjainkban a nagy apátságból már csak a 12. századi apszis és a kórus és a rózsaszín homokkőből épült két torony maradt meg.
Belül az épületben található az apátságot alapító gróf Eberhard Eguisheim fekvő alakja, valamint a 10. századi hét vértanú szerzetes szarkofágja.

## Nevezetességek
- Murbachi apátság

## Galéria

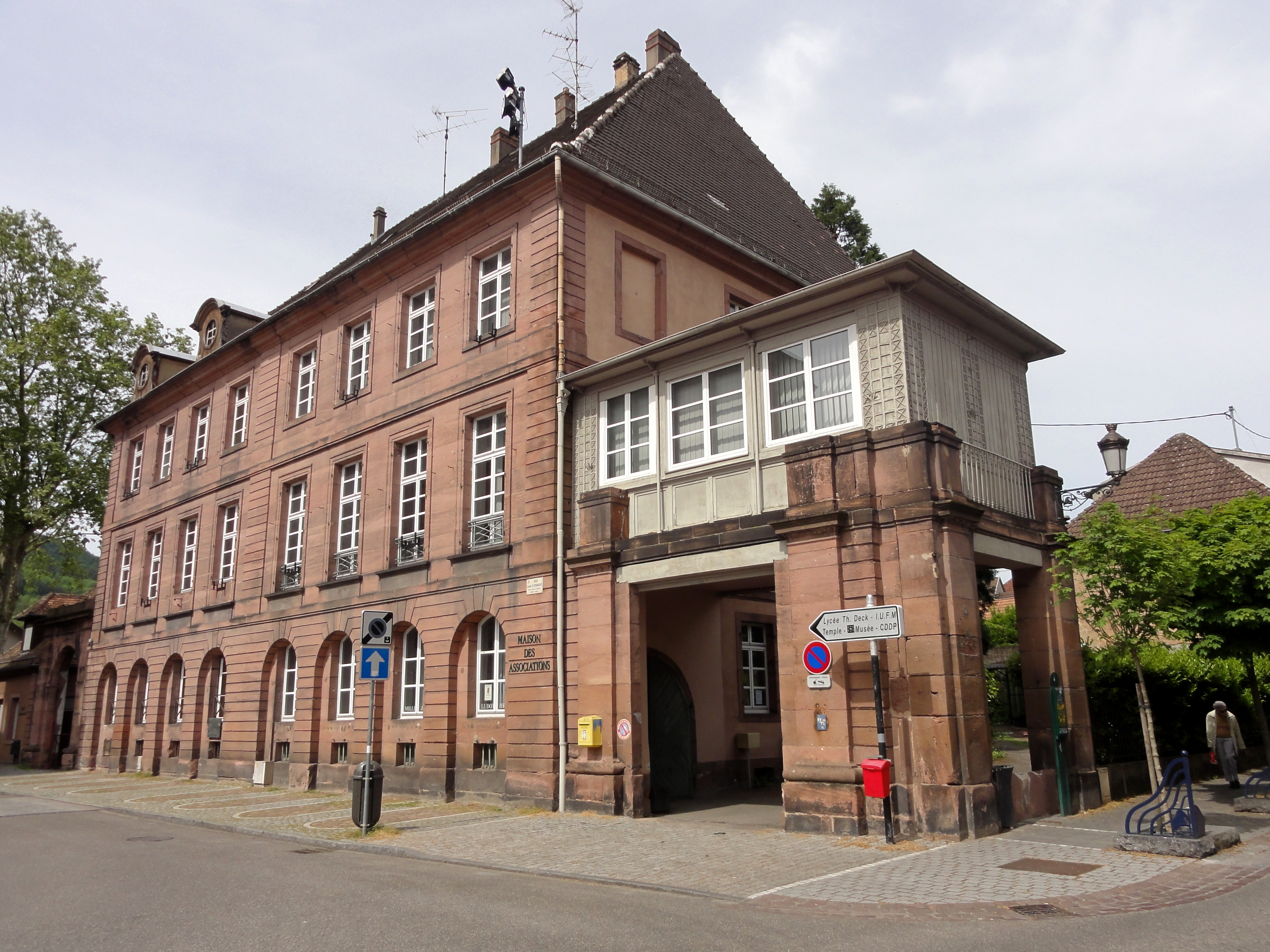
Városháza
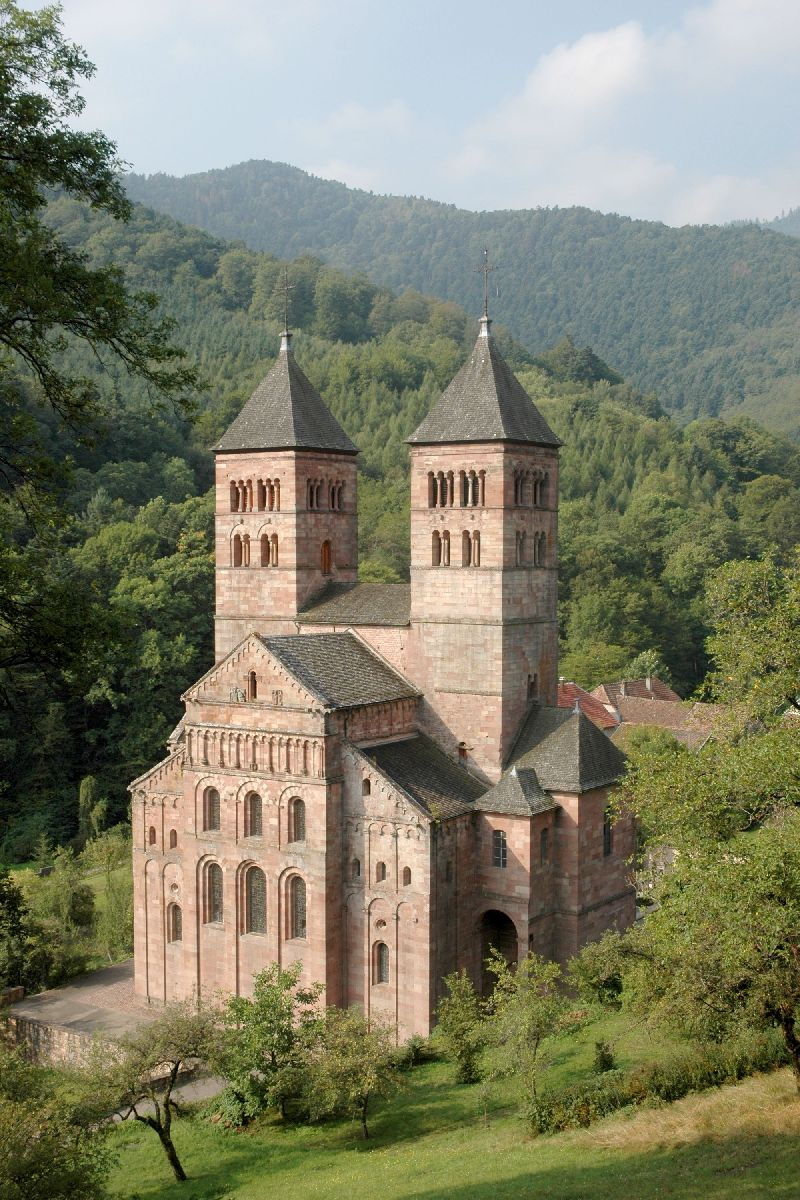
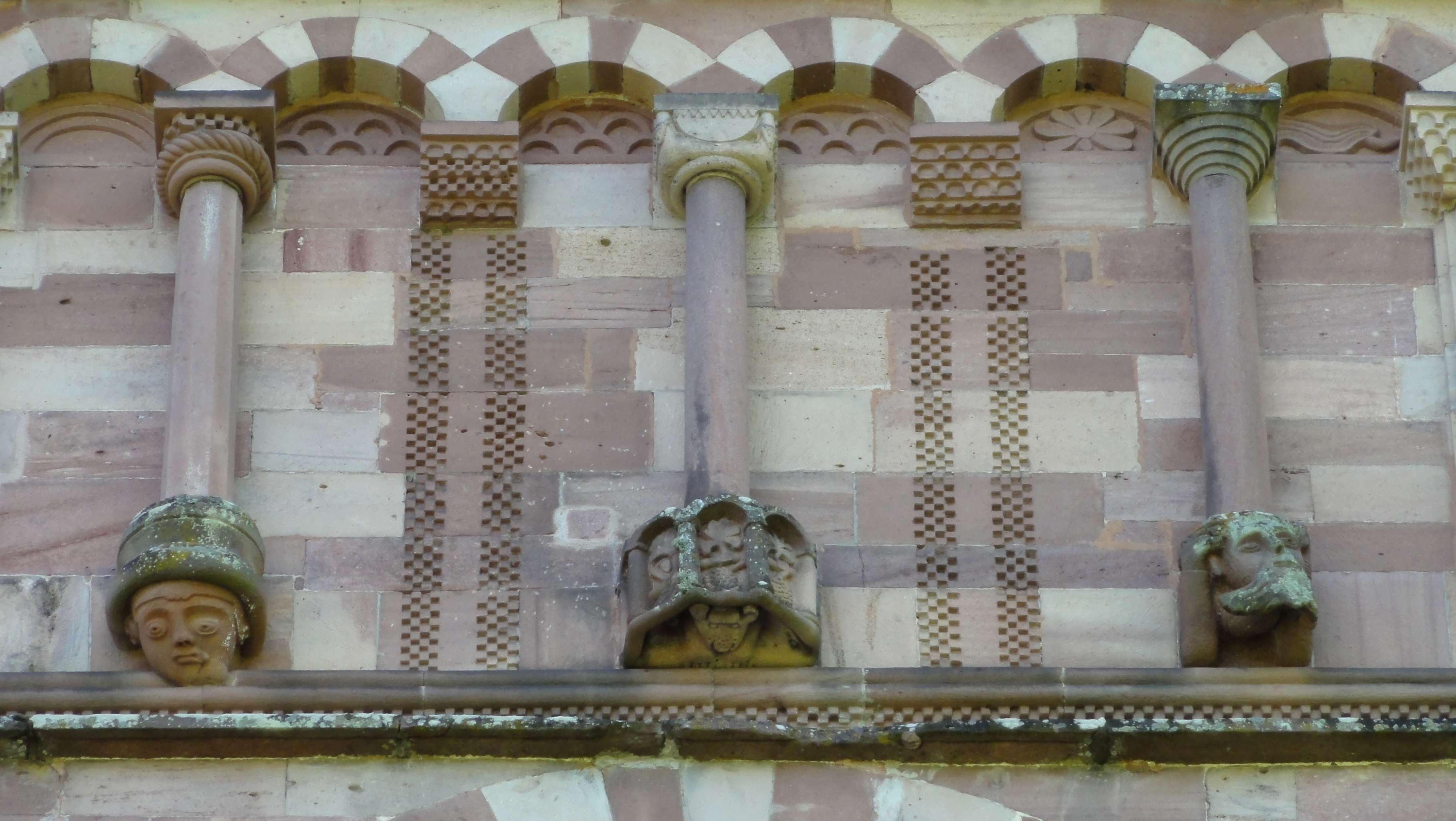
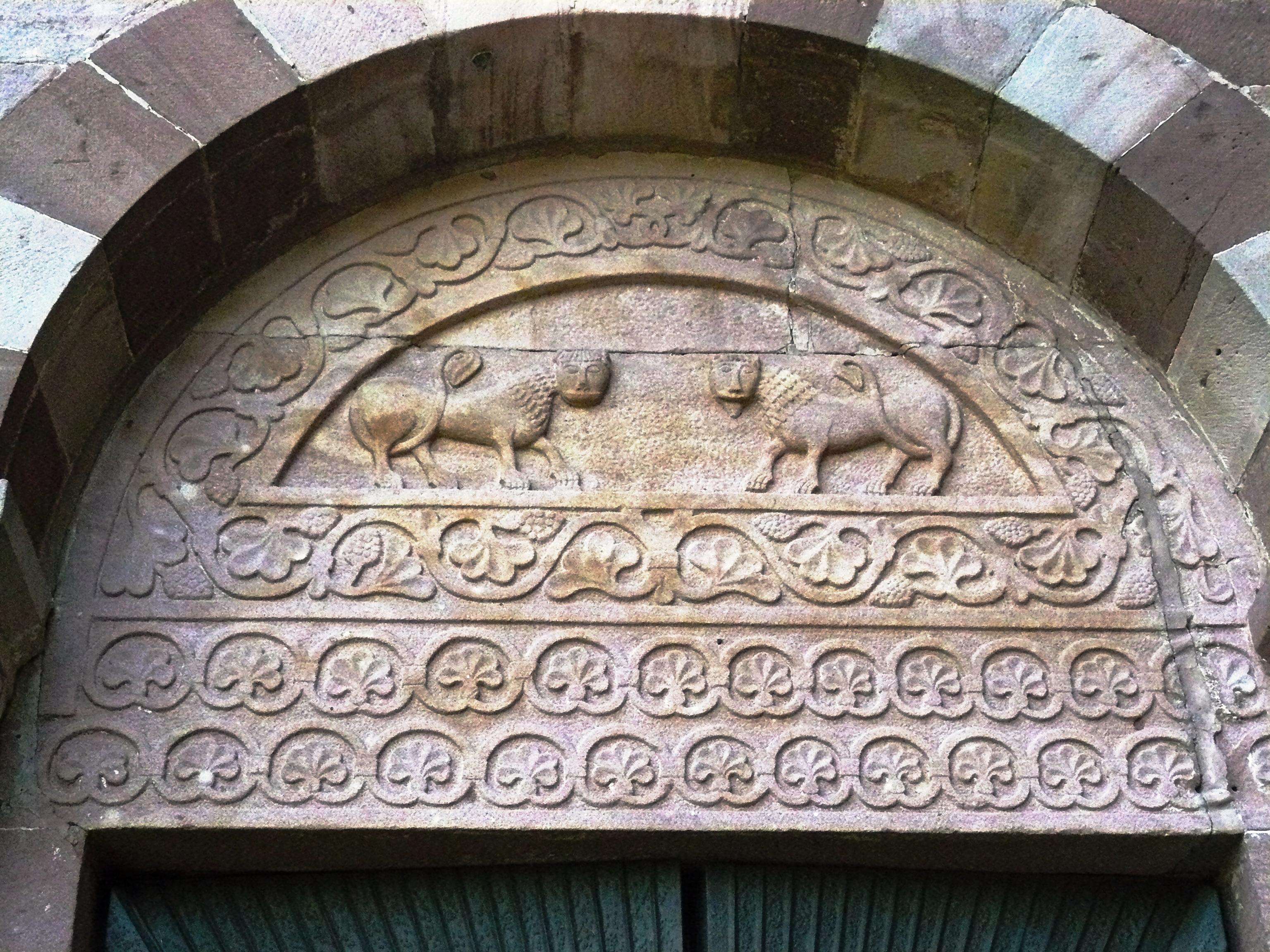
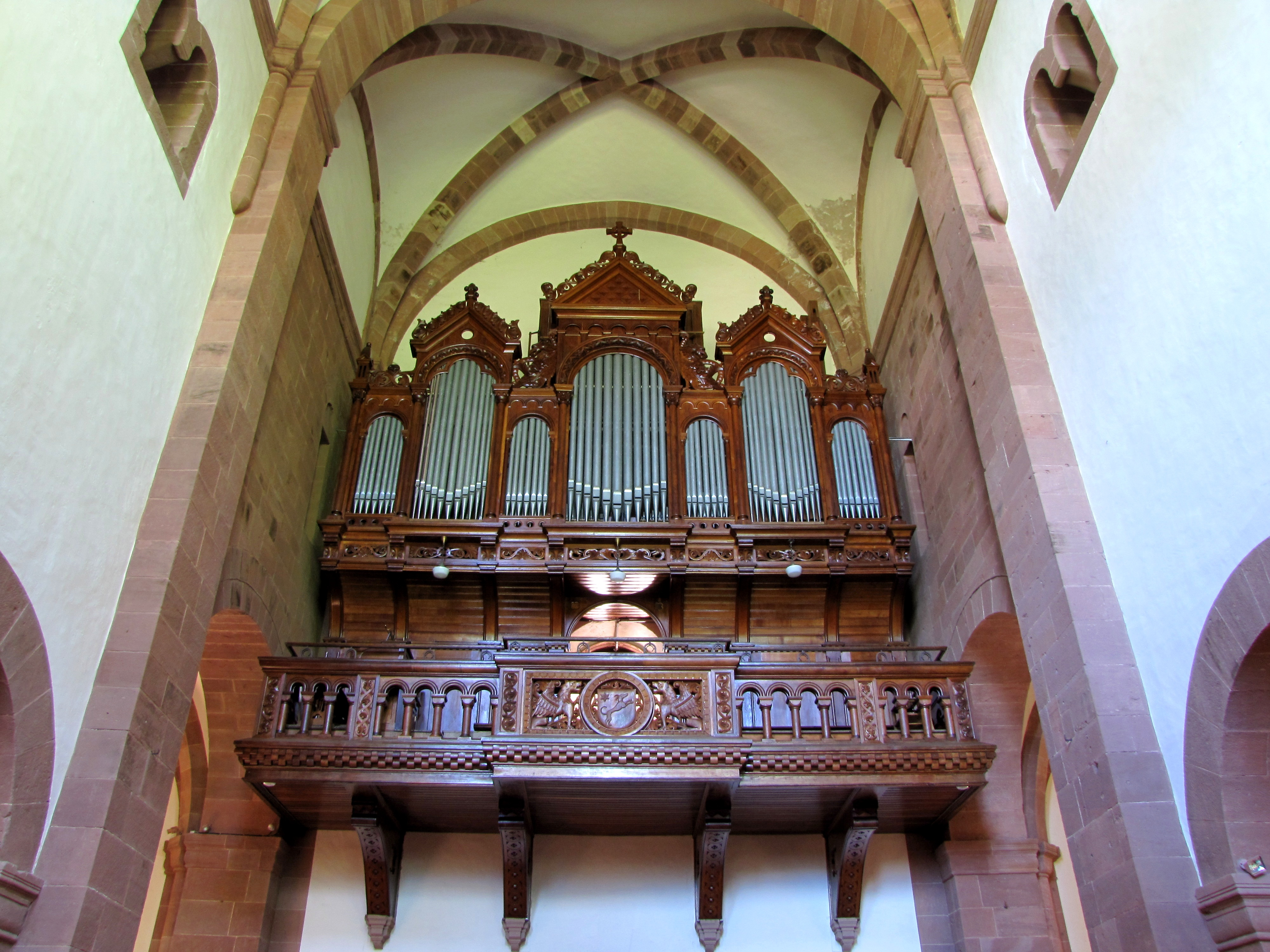
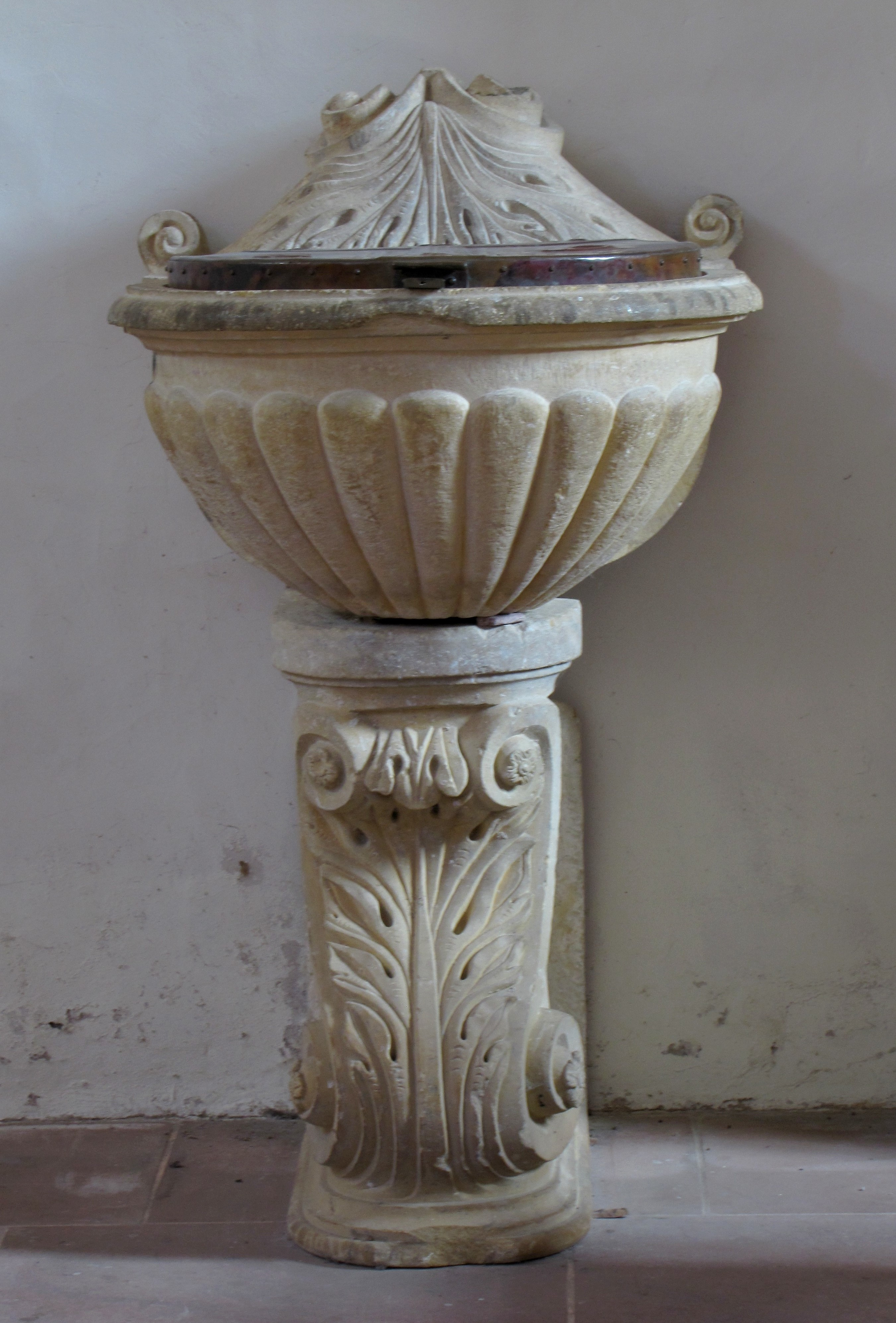
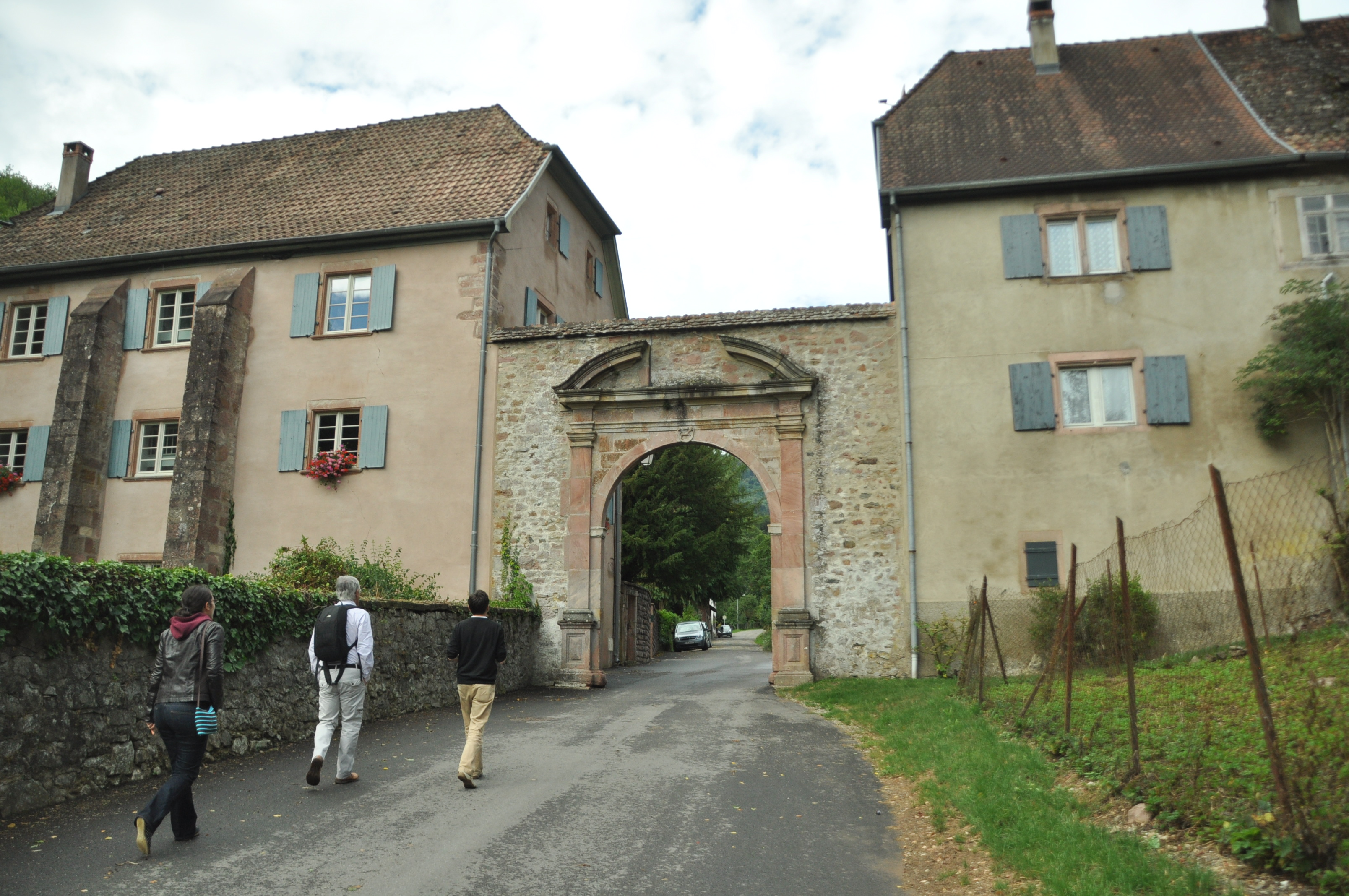
A kolostor épülete és bejárata
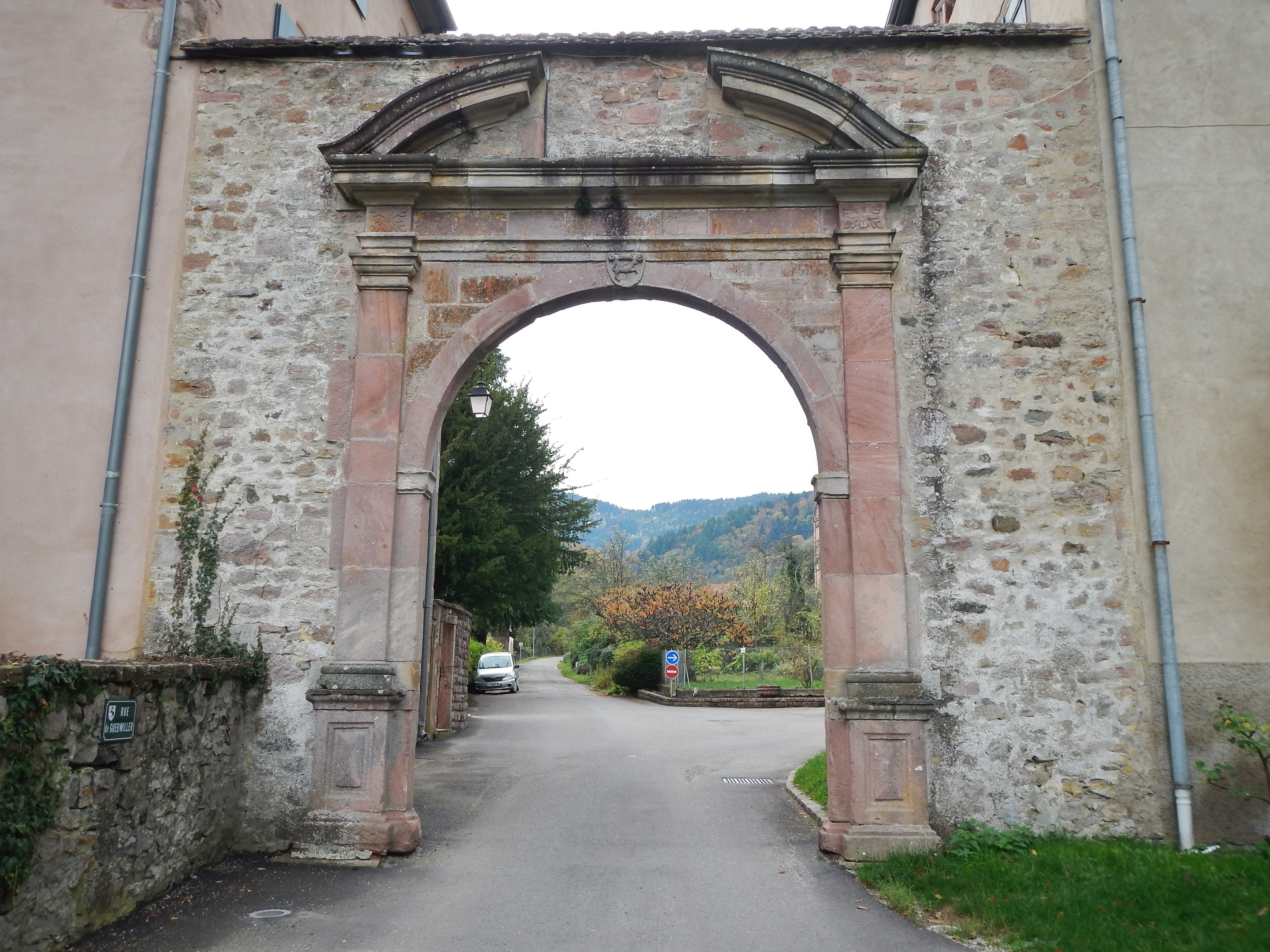
A benedekrendi kolostor kapuja
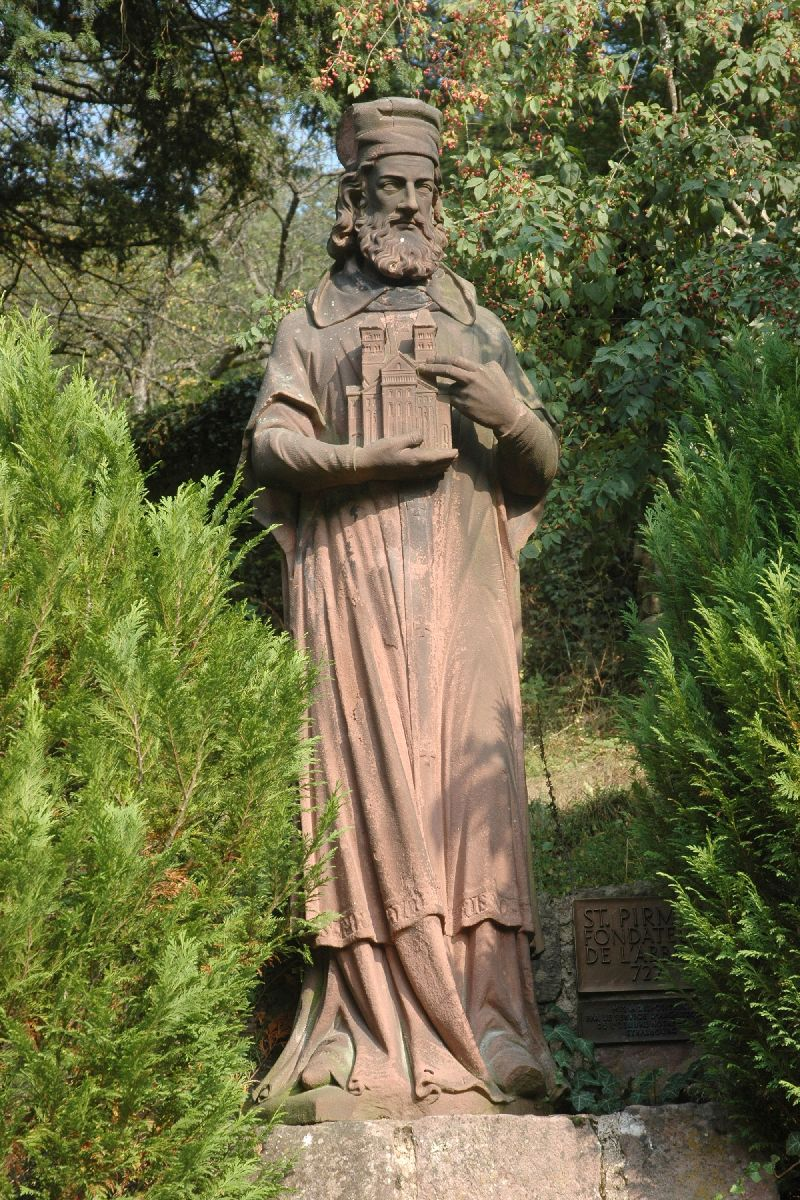
Az alapító szobra az apátsággal
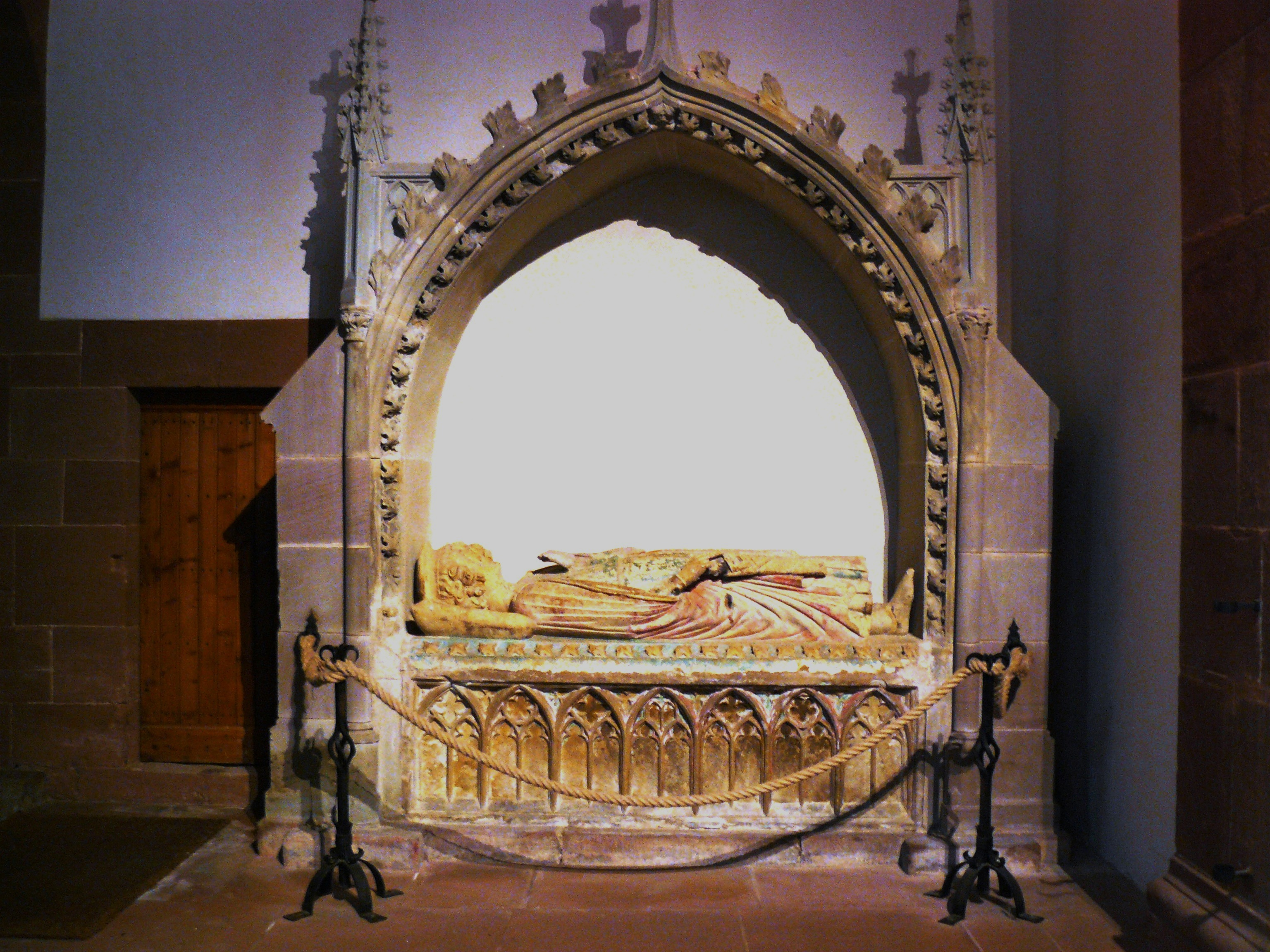
Az apátságot alapító gróf Eberhard Eguisheim fekvő alakja
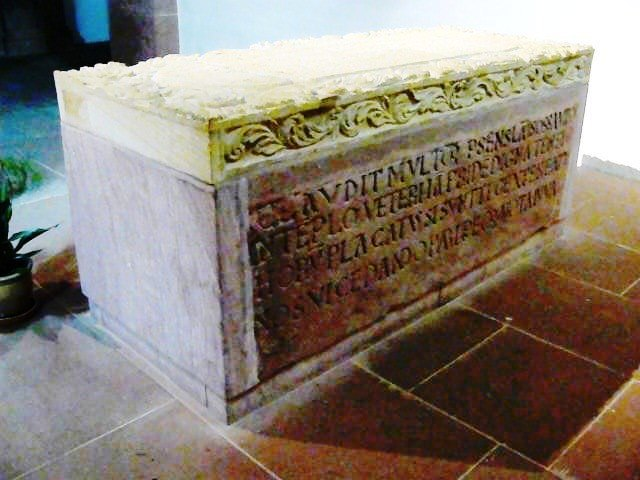
Szarkofág, a 926 júliusban a magyarok által meggyilkolt hét szerzetes maradványait tartalmazza.